# 대한민국 제21대 국회
제21대 대한민국 국회는 대한민국 국회의 21번째 회기로, 2020년 5월 30일부터 시작되었다.
2020년 4월 8일 제21대 국회의원 선거를 통하여 선출된 국회의원으로 구성된다. 의석 수는 모두 300석(지역구 253석, 비례대표 47석)이다. 2020년 7월 14일에 여야가 같은 달 16일 개원하는데 합의하고, 임기 시작 47일만인 7월 16일 개원하였다.

## 국회의장단
국회의장단은 국회의장 1명과 국회부의장 2명으로 구성되며, 국회의장은 관례상 원내 제1당이 맡는다. 이에 따라, 선거결과 제1당이자 여당인 더불어민주당이 국회의장 및 국회부의장 1명을 내고, 제1야당인 미래통합당이 국회부의장 1명을 내게 될 것으로 전망되었다.
더불어민주당은 5월 19일과 20일 후보등록을 받았으며, 5월 25일 당선자 총회를 열어 각각 단수 입후보한 6선의 박병석 의원을 국회의장 후보에, 4선 김상희 의원을 부의장 후보에 각각 추대·선출하였다.
의장단은 국회법에 따라서 오는 6월 5일까지 선출되어야 하는데, 정당간 이견으로 법정 시한을 넘길 것으로 예측되었다. 6월 5일, 의장 및 여당 몫 부의장만 선출되었고, 야당 몫 부의장 선출이 이루어지지 못하고 미루어졌다. 이후 2021년 8월 31일, 정진석 의원이 야당 몫 부의장에 선출되었다.

### 전반기 국회의장단
| 국회의장   | 박병석               | 박병석                |
| 국회부의장 | 김상희(더불어민주당) | 공석→정진석(국민의힘) |

2020년 6월 5일, 국회의장에는 6선 박병석 의원, 여당 몫 부의장에는 4선 김상희 의원이 각각 선출되었다. 투표에는 여당인 더불어민주당 및 미래통합당을 제외한 야당 의원들이 참가하였다. 제1야당인 미래통합당 주호영 원내대표의 모두발언 이후 소속 의원들이 모두 본회의장에서 퇴장함에 따라, 야당 몫 부의장 선출은 미루어졌다.
1년 2개월 이상 지난 2021년 8월 31일, 국민의힘 최다선(5선) 국회의원인 정진석 의원이 야당 몫 부의장에 선출되었다.

### 후반기 국회의장단
| 국회의장   | 김진표                    | 김진표                            |
| 국회부의장 | 김영주(더불어민주당)→공석 | 정진석(국민의힘)→정우택(국민의힘) |

2022년 5월 29일, 후반기 의장단을 선출하지 못한 채로 전반기 국회의장단 임기가 종료되었다.
2022년 7월 4일, 여야 합의로 후반기 의장단을 선출하였다. 국회의장에 5선 김진표 의원을 선출하고, 국회부의장 여당 몫에는 5선의 정진석 의원, 야당 몫에는 4선 김영주 의원을 각각 선출하였다.
전반기 부의장(야당 몫)을 지낸 정진석 의원은 후반기 부의장(여당 몫)에 재선출되었다. 전반기 야당 몫 부의장 선출이 1년 이상 지연된 것과 관련하여 당시 야당이었던 국민의힘은 정 부의장의 임기를 오는 2022년 12월 말까지 하기로 했었다.
2022년 11얼 10일, 정진석 의원이 국민의힘의 비상대책위원장을 맡으면서 사임, 사임건이 의결되었다. 그리고 보궐선거를 통하여 국민의힘 5선 정우택 의원이 새로운 여당몫 국회부의장에 선출되었다.

## 상임위원회·상설특별위원회

### 전반기 위원장 선출(2020)
여·야가 원 구성 협상이 합의점을 찾지 못하고, 6월 15일 여당 몫 6개 상임위원회에 대한 위원장을 선출하였다. 이후 계속된 협상이 결렬, 6월 29일 국회의장이 상임위원회를 강제 배정하였다. 그리고 정보위원회를 제외한 11개 상임위원회 위원장을 선출하였다. 7월 16일 정보위원장에 더불어민주당 전해철 의원 선출을 끝으로, 18개 상임위원회의 위원장 선출이 마무리되었다.
이후 2021년 7월, 더불어민주당과 국민의힘간 합의를 통하여 더불어민주당이 11개, 국민의힘이 7개 위원회의 위원장을 맡되, 후반기에는 국민의힘이 법사위원회를 맡기로 하였다. 또한 법사위원회의 기능을 한정하고, 심사 기간을 60일로 줄이고, 이를 넘기면 본회의에 부의하도록 하는 등 국회법을 개정하기로 하였다. 그리고 2021년 8월 31일, 상임위원장 10명의 교체와 함께 국회법도 개정되었으며, 부의장에는 정진석(국민의힘, 5선) 의원이 선출되었다.
※선출 날짜는 다음과 같다.
: 2020년 6월 15일, 
: 2020년 7월 16일, 
: 2020년 9월 24일,
: 2021년 1월 8일,
: 2021년 7월 23일,
: 2021년 8월 31일.
| 위원회                         | 이름   | 소속정당     | 비고               |
| ------------------------------ | ------ | ------------ | ------------------ |
| 국회운영위원회                 | 윤호중 | 더불어민주당 | 김태년→윤호중      |
| 법제사법위원회                 | 박광온 | 더불어민주당 | 윤호중→공석→박광온 |
| 정무위원회                     | 윤재옥 | 국민의힘     | 윤관석→윤재옥      |
| 기획재정위원회                 | 윤후덕 | 더불어민주당 | [ a ]              |
| 교육위원회                     | 조해진 | 국민의힘     | 유기홍→조해진      |
| 과학기술정보방송통신위원회     | 이원욱 | 더불어민주당 | 박광온→이원욱      |
| 문화체육관광위원회             | 이채익 | 국민의힘     | 도종환→이채익      |
| 외교통일위원회                 | 이광재 | 더불어민주당 | 송영길→이광재      |
| 국방위원회                     | 민홍철 | 더불어민주당 | [ a ]              |
| 행정안전위원회                 | 서영교 | 더불어민주당 | [ a ]              |
| 농림축산식품해양수산위원회     | 김태흠 | 국민의힘     | 이개호→김태흠      |
| 산업통상자원중소벤처기업위원회 | 이학영 | 더불어민주당 | [ a ]              |
| 보건복지위원회                 | 김민석 | 더불어민주당 | 한정애→김민석      |
| 환경노동위원회                 | 박대출 | 국민의힘     | 송옥주→박대출      |
| 국토교통위원회                 | 이헌승 | 국민의힘     | 진선미→이헌승      |
| 정보위원회                     | 김경협 | 더불어민주당 | 전해철→김경협      |
| 여성가족위원회                 | 송옥주 | 더불어민주당 | 정춘숙→송옥주      |
| 예산결산특별위원회             | 이종배 | 국민의힘     | 정성호→이종배      |

### 후반기 위원장 선출(2022)
2022년 7월 22일, 후반기 원 구성 협상을 완료하고 18개 상임위원장을 선출하였다. 여·야는 과학기술정보방송통신위원회 위원장을 더불어민주당이, 행정안전위원회 위원장은 국민의힘이 각각 맡고, 1년 후 바꾸어서 맡기로 하였다. 그리고 '사법개혁특별위원회' 명칭을 '형사사법체계개혁특별위원회'로 바꾸기로 하였으며, 정치개혁위원회와 연금개혁특별위원회의 각각 설치를 합의하였다.
※후반기 위원장 선출 날짜는 다음과 같다.
: 2022년 7월 22일.
| 위원회                         | 이름   | 소속정당     | 비고  |
| ------------------------------ | ------ | ------------ | ----- |
| 국회운영위원회                 | 권성동 | 국민의힘     | [ g ] |
| 법제사법위원회                 | 김도읍 | 국민의힘     | [ g ] |
| 정무위원회                     | 백혜련 | 더불어민주당 | [ g ] |
| 기획재정위원회                 | 박대출 | 국민의힘     | [ g ] |
| 교육위원회                     | 유기홍 | 더불어민주당 | [ g ] |
| 과학기술정보방송통신위원회     | 정청래 | 더불어민주당 | [ g ] |
| 문화체육관광위원회             | 홍익표 | 더불어민주당 | [ g ] |
| 외교통일위원회                 | 윤재옥 | 국민의힘     | [ g ] |
| 국방위원회                     | 이헌승 | 국민의힘     | [ g ] |
| 행정안전위원회                 | 이채익 | 국민의힘     | [ g ] |
| 농림축산식품해양수산위원회     | 소병훈 | 더불어민주당 | [ g ] |
| 산업통상자원중소벤처기업위원회 | 윤관석 | 더불어민주당 | [ g ] |
| 보건복지위원회                 | 정춘숙 | 더불어민주당 | [ g ] |
| 환경노동위원회                 | 전해철 | 더불어민주당 | [ g ] |
| 국토교통위원회                 | 김민기 | 더불어민주당 | [ g ] |
| 정보위원회                     | 조해진 | 국민의힘     | [ g ] |
| 여성가족위원회                 | 권인숙 | 더불어민주당 | [ g ] |
| 예산결산특별위원회             | 우원식 | 더불어민주당 | [ g ] |

## 비상설특별위원회
|        | 위원회                                              | 위원장 | 소속정당     | 비고                           |
| ------ | --------------------------------------------------- | ------ | ------------ | ------------------------------ |
| 2020년 | 국회상임위원회 위원정수에 관한 규칙 개정 특별위원회 | 김영진 | 더불어민주당 | 2020년 6월 8일~2020년 6월 10일 |
| 2022년 | 형사사법체계개혁특별위원회                          |        |              | ~2023년 1월 31일               |
| 2022년 | 정치개혁위원회                                      |        |              | ~2023년 4월 30일               |
| 2022년 | 연금개혁특별위원회                                  |        |              | ~2023년 4월 30일(필요시 연장)  |

## 정당별 의석수 구성
| 구분       | 정당         | 정당         | 제21대 총선 결과 | 제21대 총선 결과 | 제21대 총선 결과      | 2024년 4월 26일 기준  | 2024년 4월 26일 기준  | 2024년 4월 26일 기준 |
| 구분       | 정당         | 정당         | 지역구           | 비례대표         | 합계                  | 지역구                | 비례대표              | 합계                 |
| ---------- | ------------ | ------------ | ---------------- | ---------------- | --------------------- | --------------------- | --------------------- | -------------------- |
| 교섭단체   |              | 더불어민주당 | 163석            | -                | 163석                 | 139석                 | 16석                  | 155석                |
| 교섭단체   |              | 국민의힘     | 84석             | -                | 84석                  | 90석                  | 23석                  | 113석                |
| 비교섭단체 |              |              |                  |                  |                       |                       |                       |                      |
|            | 정의당       | 1석          | 5석              | 6석              | 1석                   | 5석                   | 6석                   |                      |
|            | 새로운미래   | -            | -                | -                | 5석                   | 0석                   | 5석                   |                      |
|            | 개혁신당     | -            | -                | -                | 3석                   | 1석                   | 4석                   |                      |
|            | 자유통일당   | 0석          | 0석              | 0석              | 1석                   | 0석                   | 1석                   |                      |
|            | 진보당       | 0석          | 0석              | 0석              | 1석                   | 0석                   | 1석                   |                      |
|            | 조국혁신당   | -            | -                | -                | 1석                   | 0석                   | 1석                   |                      |
|            | 기본소득당   | 0석          | 0석              | 0석              | 0석                   | 1석                   | 1석                   |                      |
|            | 미래한국당   | -            | 19석             | 19석             | 미래통합당으로 합당   | 미래통합당으로 합당   | 미래통합당으로 합당   |                      |
|            | 더불어시민당 | -            | 17석             | 17석             | 더불어민주당으로 합당 | 더불어민주당으로 합당 | 더불어민주당으로 합당 |                      |
|            | 국민의당     | -            | 3석              | 3석              | 국민의힘으로 합당     | 국민의힘으로 합당     | 국민의힘으로 합당     |                      |
|            | 열린민주당   | -            | 3석              | 3석              | 더불어민주당으로 합당 | 더불어민주당으로 합당 | 더불어민주당으로 합당 |                      |
|            | 무소속       | 5석          | -                | 5석              | 8석                   | 1석                   | 9석                   |                      |
| 재적       | 재적         | 재적         | 253석            | 47석             | 300석                 | 249석                 | 47석                  | 296석                |

## 의석 변동
| 날짜             | 이름     | 소속정당                    | 선거구                           | 사유                                                               | 정당별 증감 | 정당별 의석수 |
| ---------------- | -------- | --------------------------- | -------------------------------- | ------------------------------------------------------------------ | ----------- | --- |
| 2020년 4월 28일  | 양정숙   | 더불어시민당 → 무소속       | 비례대표                         | 더불어시민당 제명                                                  | ±1          | 더불어민주당 163석 미래통합당 84석 미래한국당 19석 더불어시민당 16석 정의당 6석 국민의당 3석 열린민주당 3석 무소속 6석                             |
| 2020년 5월 12일  | 용혜인   | 더불어시민당 → 기본소득당   | 비례대표                         | 더불어시민당 제명 기본소득당 입당                                  | ±2          | 더불어민주당 163석 미래통합당 84석 미래한국당 19석 더불어시민당 14석 정의당 6석 국민의당 3석 열린민주당 3석 기본소득당 1석 시대전환 1석 무소속 6석 |
| 2020년 5월 12일  | 조정훈   | 더불어시민당 → 시대전환     | 비례대표                         | 더불어시민당 제명 시대전환 입당                                    | ±2          | 더불어민주당 163석 미래통합당 84석 미래한국당 19석 더불어시민당 14석 정의당 6석 국민의당 3석 열린민주당 3석 기본소득당 1석 시대전환 1석 무소속 6석 |
| 2020년 5월 15일  |          | 더불어시민당 → 더불어민주당 | 비례대표                         | 합당                                                               | ±14         | 더불어민주당 177석 미래통합당 84석 미래한국당 19석 정의당 6석 국민의당 3석 열린민주당 3석 기본소득당 1석 시대전환 1석 무소속 6석                   |
| 2020년 5월 29일  |          | 미래한국당 → 미래통합당     | 비례대표                         | 합당                                                               | ±19         | 더불어민주당 177석 미래통합당 103석 정의당 6석 국민의당 3석 열린민주당 3석 기본소득당 1석 시대전환 1석 무소속 6석                                  |
| 2020년 6월 8일   | 박병석   | 더불어민주당 → 무소속       | 대전 서구 갑                     | 국회의장 선출 더불어민주당 탈당                                    | ±1          | 더불어민주당 176석 미래통합당 103석 정의당 6석 국민의당 3석 열린민주당 3석 기본소득당 1석 시대전환 1석 무소속 7석                                  |
| 2020년 9월 2일   |          | 미래통합당 → 국민의힘       | 지역구 84석 비례대표 19석        | 당명 변경                                                          | ±103        | 더불어민주당 176석 국민의힘 103석 정의당 6석 국민의당 3석 열린민주당 3석 기본소득당 1석 시대전환 1석 무소속 7석                                    |
| 2020년 9월 17일  | 권성동   | 무소속 → 국민의힘           | 강원 강릉시                      | 국민의힘 복당                                                      | ±1          | 더불어민주당 176석 국민의힘 104석 정의당 6석 국민의당 3석 열린민주당 3석 기본소득당 1석 시대전환 1석 무소속 6석                                    |
| 2020년 9월 18일  | 김홍걸   | 더불어민주당 → 무소속       | 비례대표                         | 더불어민주당 제명                                                  | ±1          | 더불어민주당 175석 국민의힘 104석 정의당 6석 국민의당 3석 열린민주당 3석 기본소득당 1석 시대전환 1석 무소속 7석                                    |
| 2020년 9월 23일  | 박덕흠   | 국민의힘 → 무소속           | 충북 보은군·옥천군·영동군·괴산군 | 국민의힘 탈당                                                      | ±1          | 더불어민주당 175석 국민의힘 103석 정의당 6석 국민의당 3석 열린민주당 3석 기본소득당 1석 시대전환 1석 무소속 8석                                    |
| 2020년 9월 24일  | 이상직   | 더불어민주당 → 무소속       | 전북 전주시 을                   | 더불어민주당 탈당                                                  | ±1          | 더불어민주당 174석 국민의힘 103석 정의당 6석 국민의당 3석 열린민주당 3석 기본소득당 1석 시대전환 1석 무소속 9석                                    |
| 2020년 12월 22일 | 전봉민   | 국민의힘 → 무소속           | 부산 수영구                      | 국민의힘 탈당                                                      | ±1          | 더불어민주당 174석 국민의힘 102석 정의당 6석 국민의당 3석 열린민주당 3석 기본소득당 1석 시대전환 1석 무소속 10석                                   |
| 2021년 1월 7일   | 김태호   | 무소속 → 국민의힘           | 경남 산청군·함양군·거창군·합천군 | 국민의힘 복당                                                      | -           | 더불어민주당 174석 국민의힘 102석 정의당 6석 국민의당 3석 열린민주당 3석 기본소득당 1석 시대전환 1석 무소속 10석                                   |
| 2021년 1월 7일   | 김병욱   | 국민의힘 → 무소속           | 경북 포항시 남구·울릉군          | 국민의힘 탈당                                                      | -           | 더불어민주당 174석 국민의힘 102석 정의당 6석 국민의당 3석 열린민주당 3석 기본소득당 1석 시대전환 1석 무소속 10석                                   |
| 2021년 3월 24일  | 김진애   | 열린민주당                  | 비례대표                         | 2021년 재보궐선거 출마로 의원직 사직                               | -           | 더불어민주당 174석 국민의힘 102석 정의당 6석 국민의당 3석 열린민주당 3석 기본소득당 1석 시대전환 1석 무소속 10석                                   |
| 2021년 3월 26일  | 김의겸   | 열린민주당                  | 비례대표                         | 김진애 의원의 사직으로 의원직 승계                                 | -           | 더불어민주당 174석 국민의힘 102석 정의당 6석 국민의당 3석 열린민주당 3석 기본소득당 1석 시대전환 1석 무소속 10석                                   |
| 2021년 4월 14일  | 송언석   | 국민의힘 → 무소속           | 경북 김천시                      | 국민의힘 탈당                                                      | ±1          | 더불어민주당 174석 국민의힘 101석 정의당 6석 국민의당 3석 열린민주당 3석 기본소득당 1석 시대전환 1석 무소속 11석                                   |
| 2021년 5월 21일  | 김병욱   | 무소속 → 국민의힘           | 경북 포항시 남구·울릉군          | 국민의힘 복당                                                      | ±1          | 더불어민주당 174석 국민의힘 102석 정의당 6석 국민의당 3석 열린민주당 3석 기본소득당 1석 시대전환 1석 무소속 10석                                   |
| 2021년 6월 8일   | 윤미향   | 더불어민주당 → 무소속       | 비례대표                         | 더불어민주당 제명                                                  | ±2          | 더불어민주당 172석 국민의힘 102석 정의당 6석 국민의당 3석 열린민주당 3석 기본소득당 1석 시대전환 1석 무소속 12석                                   |
| 2021년 6월 8일   | 양이원영 | 더불어민주당 → 무소속       | 비례대표                         | 더불어민주당 제명                                                  | ±2          | 더불어민주당 172석 국민의힘 102석 정의당 6석 국민의당 3석 열린민주당 3석 기본소득당 1석 시대전환 1석 무소속 12석                                   |
| 2021년 6월 24일  | 홍준표   | 무소속 → 국민의힘           | 대구 수성구 을                   | 국민의힘 복당                                                      | ±1          | 더불어민주당 172석 국민의힘 103석 정의당 6석 국민의당 3석 열린민주당 3석 기본소득당 1석 시대전환 1석 무소속 11석                                   |
| 2021년 7월 14일  | 양향자   | 더불어민주당 → 무소속       | 광주 서구 을                     | 더불어민주당 탈당                                                  | ±1          | 더불어민주당 171석 국민의힘 103석 정의당 6석 국민의당 3석 열린민주당 3석 기본소득당 1석 시대전환 1석 무소속 12석                                   |
| 2021년 8월 5일   | 윤상현   | 무소속 → 국민의힘           | 인천 동구·미추홀구 을            | 국민의힘 복당                                                      | ±1          | 더불어민주당 171석 국민의힘 104석 정의당 6석 국민의당 3석 열린민주당 3석 기본소득당 1석 시대전환 1석 무소속 11석                                   |
| 2021년 8월 27일  | 송언석   | 무소속 → 국민의힘           | 경북 김천시                      | 국민의힘 복당                                                      | ±1          | 더불어민주당 171석 국민의힘 105석 정의당 6석 국민의당 3석 열린민주당 3석 기본소득당 1석 시대전환 1석 무소속 10석                                   |
| 2021년 8월 28일  | 정정순   | 더불어민주당                | 충북 청주시 상당구               | 선거법 위반으로 의원직 상실                                        | ±1          | 더불어민주당 170석 국민의힘 105석 정의당 6석 국민의당 3석 열린민주당 3석 기본소득당 1석 시대전환 1석 무소속 10석                                   |
| 2021년 9월 13일  | 윤희숙   | 국민의힘                    | 서울 서초구 갑                   | 부동신 투기 의혹으로 의원직 사퇴                                   | ±1          | 더불어민주당 170석 국민의힘 104석 정의당 6석 국민의당 3석 열린민주당 3석 기본소득당 1석 시대전환 1석 무소속 10석                                   |
| 2021년 9월 15일  | 이낙연   | 더불어민주당                | 서울 종로구                      | 제20대 대선 당경선 참여로 인해 의원직 사퇴                         | ±1          | 더불어민주당 169석 국민의힘 104석 정의당 6석 국민의당 3석 열린민주당 3석 기본소득당 1석 시대전환 1석 무소속 10석                                   |
| 2021년 9월 26일  | 곽상도   | 국민의힘 → 무소속           | 대구 중구·남구                   | 국민의힘 탈당                                                      | ±1          | 더불어민주당 169석 국민의힘 103석 정의당 6석 국민의당 3석 열린민주당 3석 기본소득당 1석 시대전환 1석 무소속 11석                                   |
| 2021년 9월 30일  | 이규민   | 더불어민주당                | 경기 안성시                      | 선거법 위반으로 의원직 상실                                        | ±1          | 더불어민주당 168석 국민의힘 103석 정의당 6석 국민의당 3석 열린민주당 3석 기본소득당 1석 시대전환 1석 무소속 11석                                   |
| 2021년 10월 8일  | 양이원영 | 무소속 → 더불어민주당       | 비례대표                         | 더불어민주당 복당                                                  | ±1          | 더불어민주당 169석 국민의힘 103석 정의당 6석 국민의당 3석 열린민주당 3석 기본소득당 1석 시대전환 1석 무소속 10석                                   |
| 2021년 11월 11일 | 곽상도   | 무소속                      | 대구 중구·남구                   | 아들 화천대유 퇴직금 논란으로 사퇴                                 | ±1          | 더불어민주당 169석 국민의힘 103석 정의당 6석 국민의당 3석 열린민주당 3석 기본소득당 1석 시대전환 1석 무소속 9석                                    |
| 2021년 12월 7일  | 이용호   | 무소속 → 국민의힘           | 전북 남원시·임실군·순창군        | 국민의힘 입당                                                      | ±2          | 더불어민주당 169석 국민의힘 105석 정의당 6석 국민의당 3석 열린민주당 3석 기본소득당 1석 시대전환 1석 무소속 7석                                    |
| 2021년 12월 7일  | 전봉민   | 무소속 → 국민의힘           | 부산 수영구                      | 국민의힘 복당                                                      | ±2          | 더불어민주당 169석 국민의힘 105석 정의당 6석 국민의당 3석 열린민주당 3석 기본소득당 1석 시대전환 1석 무소속 7석                                    |
| 2021년 12월 30일 | 박덕흠   | 무소속 → 국민의힘           | 충북 보은군·옥천군·영동군·괴산군 | 국민의힘 복당                                                      | ±1          | 더불어민주당 169석 국민의힘 106석 정의당 6석 국민의당 3석 열린민주당 3석 기본소득당 1석 시대전환 1석 무소속 6석                                    |
| 2022년 1월 18일  |          | 열린민주당 → 더불어민주당   | 비례대표                         | 합당                                                               | ±3          | 더불어민주당 172석 국민의힘 106석 정의당 6석 국민의당 3석 기본소득당 1석 시대전환 1석 무소속 6석                                                   |
| 2022년 3월 9일   | 최재형   | 국민의힘                    | 서울 종로구                      | 3.9 재보궐선거 당선                                                | ±5          | 더불어민주당 172석 국민의힘 110석 정의당 6석 국민의당 3석 기본소득당 1석 시대전환 1석 무소속 7석                                                   |
| 2022년 3월 9일   | 조은희   | 국민의힘                    | 서울 서초구 갑                   | 3.9 재보궐선거 당선                                                | ±5          | 더불어민주당 172석 국민의힘 110석 정의당 6석 국민의당 3석 기본소득당 1석 시대전환 1석 무소속 7석                                                   |
| 2022년 3월 9일   | 김학용   | 국민의힘                    | 경기 안성시                      | 3.9 재보궐선거 당선                                                | ±5          | 더불어민주당 172석 국민의힘 110석 정의당 6석 국민의당 3석 기본소득당 1석 시대전환 1석 무소속 7석                                                   |
| 2022년 3월 9일   | 정우택   | 국민의힘                    | 충북 청주시 상당구               | 3.9 재보궐선거 당선                                                | ±5          | 더불어민주당 172석 국민의힘 110석 정의당 6석 국민의당 3석 기본소득당 1석 시대전환 1석 무소속 7석                                                   |
| 2022년 3월 9일   | 임병헌   | 무소속                      | 대구 중구·남구                   | 3.9 재보궐선거 당선                                                | ±5          | 더불어민주당 172석 국민의힘 110석 정의당 6석 국민의당 3석 기본소득당 1석 시대전환 1석 무소속 7석                                                   |
| 2022년 4월 20일  | 민형배   | 더불어민주당 → 무소속       | 광주 광산구 을                   | 더불어민주당 탈당                                                  | ±1          | 더불어민주당 171석 국민의힘 110석 정의당 6석 국민의당 3석 기본소득당 1석 시대전환 1석 무소속 8석                                                   |
| 2022년 4월 29일  | 송영길   | 더불어민주당                | 인천 계양구 을                   | 제8회 전국동시지방선거 출마로 사직                                 | -7          | 더불어민주당 168석 국민의힘 106석 정의당 6석 국민의당 3석 기본소득당 1석 시대전환 1석 무소속 8석                                                   |
| 2022년 4월 29일  | 이광재   | 더불어민주당                | 강원 원주시 갑                   | 제8회 전국동시지방선거 출마로 사직                                 | -7          | 더불어민주당 168석 국민의힘 106석 정의당 6석 국민의당 3석 기본소득당 1석 시대전환 1석 무소속 8석                                                   |
| 2022년 4월 29일  | 오영훈   | 더불어민주당                | 제주 제주시 을                   | 제8회 전국동시지방선거 출마로 사직                                 | -7          | 더불어민주당 168석 국민의힘 106석 정의당 6석 국민의당 3석 기본소득당 1석 시대전환 1석 무소속 8석                                                   |
| 2022년 4월 29일  | 홍준표   | 국민의힘                    | 대구 수성구 을                   | 제8회 전국동시지방선거 출마로 사직                                 | -7          | 더불어민주당 168석 국민의힘 106석 정의당 6석 국민의당 3석 기본소득당 1석 시대전환 1석 무소속 8석                                                   |
| 2022년 4월 29일  | 김은혜   | 국민의힘                    | 경기 성남시 분당구 갑            | 제8회 전국동시지방선거 출마로 사직                                 | -7          | 더불어민주당 168석 국민의힘 106석 정의당 6석 국민의당 3석 기본소득당 1석 시대전환 1석 무소속 8석                                                   |
| 2022년 4월 29일  | 김태흠   | 국민의힘                    | 충남 보령시·서천군               | 제8회 전국동시지방선거 출마로 사직                                 | -7          | 더불어민주당 168석 국민의힘 106석 정의당 6석 국민의당 3석 기본소득당 1석 시대전환 1석 무소속 8석                                                   |
| 2022년 4월 29일  | 박완수   | 국민의힘                    | 경남 창원시 의창구               | 제8회 전국동시지방선거 출마로 사직                                 | -7          | 더불어민주당 168석 국민의힘 106석 정의당 6석 국민의당 3석 기본소득당 1석 시대전환 1석 무소속 8석                                                   |
| 2022년 5월 3일   |          | 국민의당 → 국민의힘         | 비례대표                         | 합당                                                               | ±3          | 더불어민주당 168석 국민의힘 109석 정의당 6석 기본소득당 1석 시대전환 1석 무소속 8석                                                                |
| 2022년 5월 12일  | 이상직   | 무소속                      | 전북 전주시 을                   | 공직선거법 위반으로 의원직 상실                                    | -1          | 더불어민주당 168석 국민의힘 109석 정의당 6석 기본소득당 1석 시대전환 1석 무소속 7석                                                                |
| 2022년 5월 16일  | 박완주   | 더불어민주당 → 무소속       | 충남 천안시 을                   | 더불어민주당 제명                                                  | ±1          | 더불어민주당 167석 국민의힘 109석 정의당 6석 기본소득당 1석 시대전환 1석 무소속 8석                                                                |
| 2022년 5월 20일  | 이영     | 국민의힘                    | 비례대표                         | 중소벤처기업부 장관 취임으로 의원직 사직                           | -           | 더불어민주당 167석 국민의힘 109석 정의당 6석 기본소득당 1석 시대전환 1석 무소속 8석                                                                |
| 2022년 5월 23일  | 노용호   | 국민의힘                    | 비례대표                         | 이영 의원의 사직으로 의원직 승계                                   | -           | 더불어민주당 167석 국민의힘 109석 정의당 6석 기본소득당 1석 시대전환 1석 무소속 8석                                                                |
| 2022년 5월 30일  | 박병석   | 무소속 → 더불어민주당       | 대전 서구 갑                     | 전반기 국회의장 임기 종료로 복당                                   | ±1          | 더불어민주당 168석 국민의힘 109석 정의당 6석 기본소득당 1석 시대전환 1석 무소속 7석                                                                |
| 2022년 6월 2일   | 이재명   | 더불어민주당                | 인천 계양구 을                   | 6.1 재보궐선거 당선                                                | +2          | 더불어민주당 170석 국민의힘 114석 정의당 6석 기본소득당 1석 시대전환 1석 무소속 7석                                                                |
| 2022년 6월 2일   | 김한규   | 더불어민주당                | 제주 제주시 을                   | 6.1 재보궐선거 당선                                                | +2          | 더불어민주당 170석 국민의힘 114석 정의당 6석 기본소득당 1석 시대전환 1석 무소속 7석                                                                |
| 2022년 6월 2일   | 이인선   | 국민의힘                    | 대구 수성구 을                   | 6.1 재보궐선거 당선                                                | +5          | 더불어민주당 170석 국민의힘 114석 정의당 6석 기본소득당 1석 시대전환 1석 무소속 7석                                                                |
| 2022년 6월 2일   | 안철수   | 국민의힘                    | 경기 성남시 분당구 갑            | 6.1 재보궐선거 당선                                                | +5          | 더불어민주당 170석 국민의힘 114석 정의당 6석 기본소득당 1석 시대전환 1석 무소속 7석                                                                |
| 2022년 6월 2일   | 박정하   | 국민의힘                    | 강원 원주시 갑                   | 6.1 재보궐선거 당선                                                | +5          | 더불어민주당 170석 국민의힘 114석 정의당 6석 기본소득당 1석 시대전환 1석 무소속 7석                                                                |
| 2022년 6월 2일   | 장동혁   | 국민의힘                    | 충남 보령시·서천군               | 6.1 재보궐선거 당선                                                | +5          | 더불어민주당 170석 국민의힘 114석 정의당 6석 기본소득당 1석 시대전환 1석 무소속 7석                                                                |
| 2022년 6월 2일   | 김영선   | 국민의힘                    | 경남 창원시 의창구               | 6.1 재보궐선거 당선                                                | +5          | 더불어민주당 170석 국민의힘 114석 정의당 6석 기본소득당 1석 시대전환 1석 무소속 7석                                                                |
| 2022년 6월 2일   | 조태용   | 국민의힘                    | 비례대표                         | 주미대사 취임으로 의원직 사직                                      | -           | 더불어민주당 170석 국민의힘 114석 정의당 6석 기본소득당 1석 시대전환 1석 무소속 7석                                                                |
| 2022년 6월 2일   | 최영희   | 국민의힘                    | 비례대표                         | 조태용 의원의 사직으로 의원직 승계                                 | -           | 더불어민주당 170석 국민의힘 114석 정의당 6석 기본소득당 1석 시대전환 1석 무소속 7석                                                                |
| 2022년 6월 13일  | 임병헌   | 무소속 → 국민의힘           | 대구 중구·남구                   | 국민의힘 복당                                                      | ±1          | 더불어민주당 170석 국민의힘 115석 정의당 6석 기본소득당 1석 시대전환 1석 무소속 6석                                                                |
| 2022년 7월 4일   | 김진표   | 더불어민주당 → 무소속       | 경기 수원시 무                   | 후반기 국회의장 선출로 더불어민주당 탈당                           | ±1          | 더불어민주당 169석 국민의힘 115석 정의당 6석 기본소득당 1석 시대전환 1석 무소속 7석                                                                |
| 2023년 4월 5일   | 강성희   | 진보당                      | 전북 전주시 을                   | 4.5 재보궐선거 당선                                                | ±1          | 더불어민주당 169석 국민의힘 115석 정의당 6석 진보당 1석 기본소득당 1석 시대전환 1석 무소속 7석                                                     |
| 2022년 4월 26일  | 민형배   | 무소속 → 더불어민주당       | 광주 광산구 을                   | 복당                                                               | ±1          | 더불어민주당 170석 국민의힘 115석 정의당 6석 진보당 1석 기본소득당 1석 시대전환 1석 무소속 6석                                                     |
| 2023년 5월 3일   | 윤관석   | 더불어민주당 → 무소속       | 인천 남동구 을                   | 전당대회 돈봉투 의혹으로 탈당                                      | ±2          | 더불어민주당 168석 국민의힘 115석 정의당 6석 진보당 1석 기본소득당 1석 시대전환 1석 무소속 8석                                                     |
| 2023년 5월 3일   | 이성만   | 더불어민주당 → 무소속       | 인천 부평구 갑                   | 전당대회 돈봉투 의혹으로 탈당                                      | ±2          | 더불어민주당 168석 국민의힘 115석 정의당 6석 진보당 1석 기본소득당 1석 시대전환 1석 무소속 8석                                                     |
| 2023년 5월 14일  | 김남국   | 더불어민주당 → 무소속       | 경기 안산시 단원구 을            | 코인 투기 의혹으로 탈당                                            | ±1          | 더불어민주당 167석 국민의힘 115석 정의당 6석 진보당 1석 기본소득당 1석 시대전환 1석 무소속 9석                                                     |
| 2023년 5월 18일  | 김선교   | 국민의힘                    | 경기 여주시·양평군               | 공직선거법 위반 혐의로 의원직 상실                                 | -1          | 더불어민주당 167석 국민의힘 114석 정의당 6석 진보당 1석 기본소득당 1석 시대전환 1석 무소속 9석                                                     |
| 2023년 5월 24일  | 하영제   | 국민의힘 → 무소속           | 경남 사천시·남해군·하동군        | 정치자금법 위반으로 탈당                                           | ±1          | 더불어민주당 167석 국민의힘 113석 정의당 6석 진보당 1석 기본소득당 1석 시대전환 1석 무소속 10석                                                    |
| 2023년 6월 19일  | 황보승희 | 국민의힘 → 무소속           | 부산 중구·영도구                 | 공천 뇌물수수로 탈당                                               | ±1          | 더불어민주당 167석 국민의힘 112석 정의당 6석 진보당 1석 기본소득당 1석 시대전환 1석 무소속 11석                                                    |
| 2023년 7월 7일   | 김홍걸   | 무소속 → 더불어민주당       | 비례대표                         | 복당                                                               | ±1          | 더불어민주당 168석 국민의힘 112석 정의당 6석 진보당 1석 기본소득당 1석 시대전환 1석 무소속 10석                                                    |
| 2023년 8월 18일  | 정찬민   | 국민의힘                    | 경기 용인시 갑                   | 뇌물수수 유죄판결로 의원직 상실                                    | -1          | 더불어민주당 168석 국민의힘 111석 정의당 6석 진보당 1석 기본소득당 1석 시대전환 1석 무소속 10석                                                    |
| 2023년 8월 28일  | 양향자   | 무소속 → 한국의희망         | 광주 서구 을                     | 창당                                                               | ±1          | 더불어민주당 168석 국민의힘 111석 정의당 6석 진보당 1석 기본소득당 1석 시대전환 1석 한국의희망 1석 무소속 9석                                      |
| 2023년 9월 18일  | 최강욱   | 더불어민주당                | 비례대표                         | 조국 전 법무부 장관 아들의 인턴증명서 허위 발급 혐의로 의원직 상실 | ±1          | 더불어민주당 168석 국민의힘 111석 정의당 6석 진보당 1석 기본소득당 1석 시대전환 1석 한국의희망 1석 무소속 9석                                      |
| 2023년 9월 18일  | 허숙정   | 더불어민주당                | 비례대표                         | 최강욱 의원의 의원직 상실에 따른 의원직 승계                       | ±1          | 더불어민주당 168석 국민의힘 111석 정의당 6석 진보당 1석 기본소득당 1석 시대전환 1석 한국의희망 1석 무소속 9석                                      |
| 2023년 10월 31일 | 신원식   | 국민의힘                    | 비례대표                         | 국방부 장관 취임으로 의원직 사직                                   | ±1          | 더불어민주당 168석 국민의힘 111석 정의당 6석 진보당 1석 기본소득당 1석 시대전환 1석 한국의희망 1석 무소속 9석                                      |
| 2023년 10월 31일 | 우신구   | 국민의힘                    | 비례대표                         | 신원식 의원의 사직으로 의원직 승계                                 | ±1          | 더불어민주당 168석 국민의힘 111석 정의당 6석 진보당 1석 기본소득당 1석 시대전환 1석 한국의희망 1석 무소속 9석                                      |
| 2023년 11월 9일  | 조정훈   | 시대전환 → 국민의힘         | 비례대표                         | 흡수합당                                                           | ±1          | 더불어민주당 168석 국민의힘 112석 정의당 6석 진보당 1석 기본소득당 1석 한국의희망 1석 무소속 9석                                                   |
| 2023년 12월 3일  | 이상민   | 더불어민주당 → 무소속       | 대전 유성구 을                   | 탈당                                                               | ±1          | 더불어민주당 167석 국민의힘 112석 정의당 6석 진보당 1석 기본소득당 1석 한국의희망 1석 무소속 10석                                                  |
| 2024년 1월 3일   | 허은아   | 국민의힘                    | 비례대표                         | 국민의힘 탈당으로 인해 의원직 상실                                 | ±1          | 더불어민주당 167석 국민의힘 112석 정의당 6석 진보당 1석 기본소득당 1석 한국의희망 1석 무소속 10석                                                  |
| 2024년 1월 3일   | 김은희   | 국민의힘                    | 비례대표                         | 허은아 의원의 탈당에 따른 의원직 승계                              | ±1          | 더불어민주당 167석 국민의힘 112석 정의당 6석 진보당 1석 기본소득당 1석 한국의희망 1석 무소속 10석                                                  |
| 2024년 1월 8일   | 이상민   | 무소속 → 국민의힘           | 대전 유성구 을                   | 입당                                                               | ±1          | 더불어민주당 167석 국민의힘 113석 정의당 6석 진보당 1석 기본소득당 1석 한국의희망 1석 무소속 9석                                                   |
| 2024년 1월 10일  | 조응천   | 더불어민주당 → 무소속       | 경기 남양주시 갑                 | 탈당                                                               | ±3          | 더불어민주당 164석 국민의힘 113석 정의당 6석 진보당 1석 기본소득당 1석 한국의희망 1석 무소속 12석                                                  |
| 2024년 1월 10일  | 이원욱   | 더불어민주당 → 무소속       | 경기 화성시 을                   | 탈당                                                               | ±3          | 더불어민주당 164석 국민의힘 113석 정의당 6석 진보당 1석 기본소득당 1석 한국의희망 1석 무소속 12석                                                  |
| 2024년 1월 10일  | 김종민   | 더불어민주당 → 무소속       | 충남 논산시·계룡시·금산군        | 탈당                                                               | ±3          | 더불어민주당 164석 국민의힘 113석 정의당 6석 진보당 1석 기본소득당 1석 한국의희망 1석 무소속 12석                                                  |
| 2024년 1월 24일  | 양향자   | 한국의희망 → 개혁신당       | 광주 서구 을                     | 합당                                                               | ±1          | 더불어민주당 164석 국민의힘 113석 정의당 6석 진보당 1석 기본소득당 1석 개혁신당 1석 무소속 12석                                                    |
| 2024년 1월 25일  | 류호정   | 정의당                      | 비례대표                         | 정의당 탈당으로 의원직 상실                                        | ±2          | 더불어민주당 164석 국민의힘 113석 정의당 6석 진보당 1석 기본소득당 1석 개혁신당 1석 무소속 12석                                                    |
| 2024년 1월 25일  | 이은주   | 정의당                      | 비례대표                         | 의원직 사퇴                                                        | ±2          | 더불어민주당 164석 국민의힘 113석 정의당 6석 진보당 1석 기본소득당 1석 개혁신당 1석 무소속 12석                                                    |
| 2024년 1월 25일  | 양경규   | 정의당                      | 비례대표                         | 이은주 의원의 사직으로 의원직 승계                                 | ±2          | 더불어민주당 164석 국민의힘 113석 정의당 6석 진보당 1석 기본소득당 1석 개혁신당 1석 무소속 12석                                                    |
| 2024년 1월 25일  | 이자스민 | 정의당                      | 비례대표                         | 류호정 의원의 탈당에 따른 의원직 승계                              | ±2          | 더불어민주당 164석 국민의힘 113석 정의당 6석 진보당 1석 기본소득당 1석 개혁신당 1석 무소속 12석                                                    |
| 2024년 1월 29일  | 권은희   | 국민의힘                    | 비례대표                         | 국민의힘 탈당으로 인해 의원직 상실                                 | ±1          | 더불어민주당 164석 국민의힘 113석 정의당 6석 진보당 1석 기본소득당 1석 개혁신당 1석 무소속 12석                                                    |
| 2024년 1월 29일  | 김근태   | 국민의힘                    | 비례대표                         | 권은희 의원의 탈당에 따른 의원직 승계                              | ±1          | 더불어민주당 164석 국민의힘 113석 정의당 6석 진보당 1석 기본소득당 1석 개혁신당 1석 무소속 12석                                                    |
| 2024년 2월 3일   |          | 정의당 → 녹색정의당         | 지역구 1석 비례대표 5석          | 당명 변경                                                          | ±6          | 더불어민주당 164석 국민의힘 113석 녹색정의당 6석 진보당 1석 새진보연합 1석 개혁신당 1석 무소속 12석                                                |
| 2024년 2월 3일   | 용혜인   | 기본소득당 → 새진보연합     | 비례대표                         | 당명 변경                                                          | ±1          | 더불어민주당 164석 국민의힘 113석 녹색정의당 6석 진보당 1석 새진보연합 1석 개혁신당 1석 무소속 12석                                                |
| 2024년 2월 4일   | 김종민   | 무소속 → 새로운미래         | 충남 논산시·계룡시·금산군        | 창당                                                               | ±1          | 더불어민주당 164석 국민의힘 113석 녹색정의당 6석 진보당 1석 새진보연합 1석 개혁신당 1석 새로운미래 1석 무소속 11석                                 |
| 2024년 2월 8일   | 임종성   | 더불어민주당                | 경기 광주시 을                   | 선거법 위반으로 의원직 상실                                        | -1          | 더불어민주당 163석 국민의힘 113석 녹색정의당 6석 진보당 1석 새진보연합 1석 개혁신당 1석 새로운미래 1석 무소속 11석                                 |
| 2024년 2월 9일   | 조응천   | 무소속 → 개혁신당           | 경기 남양주시 갑                 | 합당                                                               | ±2          | 더불어민주당 163석 국민의힘 113석 녹색정의당 6석 개혁신당 4석 진보당 1석 새진보연합 1석 무소속 9석                                                 |
| 2024년 2월 9일   | 이원욱   | 무소속 → 개혁신당           | 경기 화성시 을                   | 합당                                                               | ±2          | 더불어민주당 163석 국민의힘 113석 녹색정의당 6석 개혁신당 4석 진보당 1석 새진보연합 1석 무소속 9석                                                 |
| 2024년 2월 9일   | 김종민   | 새로운미래 → 개혁신당       | 충남 논산시·계룡시·금산군        | 합당                                                               | ±1          | 더불어민주당 163석 국민의힘 113석 녹색정의당 6석 개혁신당 4석 진보당 1석 새진보연합 1석 무소속 9석                                                 |
| 2024년 2월 14일  | 양정숙   | 무소속 → 개혁신당           | 비례대표                         | 입당                                                               | ±1          | 더불어민주당 163석 국민의힘 113석 녹색정의당 6석 개혁신당 5석 진보당 1석 새진보연합 1석 무소속 8석                                                 |
| 2024년 2월 19일  | 김영주   | 더불어민주당 → 무소속       | 서울 영등포구 갑                 | 탈당                                                               | ±1          | 더불어민주당 162석 국민의힘 113석 녹색정의당 6석 개혁신당 5석 진보당 1석 새진보연합 1석 무소속 9석                                                 |
| 2024년 2월 20일  | 김종민   | 개혁신당 → 새로운미래       | 충남 논산시·계룡시·금산군        | 합당 철회                                                          | ±1          | 더불어민주당 162석 국민의힘 113석 녹색정의당 6석 개혁신당 4석 진보당 1석 새진보연합 1석 새로운미래 1석 무소속 9석                                  |
| 2024년 2월 22일  | 이수진   | 더불어민주당 → 무소속       | 서울 동작구 을                   | 탈당                                                               | ±1          | 더불어민주당 161석 국민의힘 113석 녹색정의당 6석 개혁신당 4석 진보당 1석 새진보연합 1석 새로운미래 1석 무소속 10석                                 |
| 2024년 2월 27일  | 박영순   | 더불어민주당 → 새로운미래   | 대전 대덕구                      | 당적변경                                                           | ±1          | 더불어민주당 160석 국민의힘 113석 녹색정의당 6석 개혁신당 4석 새로운미래 2석 진보당 1석 새진보연합 1석 무소속 10석                                 |
| 2024년 2월 28일  | 설훈     | 더불어민주당 → 무소속       | 경기 부천시 을                   | 탈당                                                               | ±2          | 더불어민주당 158석 국민의힘 113석 녹색정의당 6석 개혁신당 4석 새로운미래 2석 진보당 1석 새진보연합 1석 무소속 12석                                 |
| 2024년 2월 28일  | 이상헌   | 더불어민주당 → 무소속       | 울산 북구                        | 탈당                                                               | ±2          | 더불어민주당 158석 국민의힘 113석 녹색정의당 6석 개혁신당 4석 새로운미래 2석 진보당 1석 새진보연합 1석 무소속 12석                                 |
| 2024년 3월 4일   | 김영주   | 무소속 → 국민의힘           | 서울 영등포구 갑                 | 입당                                                               | ±1          | 더불어민주당 158석 국민의힘 114석 녹색정의당 6석 개혁신당 4석 새로운미래 2석 진보당 1석 새진보연합 1석 무소속 11석                                 |
| 2024년 3월 7일   | 홍영표   | 더불어민주당 → 새로운미래   | 인천 부평구 을                   | 당적변경                                                           | ±1          | 더불어민주당 157석 국민의힘 114석 녹색정의당 6석 개혁신당 4석 새로운미래 3석 진보당 1석 새진보연합 1석 무소속 11석                                 |
| 2024년 3월 8일   | 황보승희 | 무소속 → 자유통일당         | 부산 중구·영도구                 | 입당                                                               | ±1          | 더불어민주당 156석 국민의힘 114석 녹색정의당 6석 개혁신당 4석 새로운미래 3석 진보당 1석 새진보연합 1석 자유통일당 1석 조국혁신당 1석 무소속 10석   |
| 2024년 3월 8일   | 황운하   | 더불어민주당 → 조국혁신당   | 대전 중구                        | 당적변경                                                           | ±1          | 더불어민주당 156석 국민의힘 114석 녹색정의당 6석 개혁신당 4석 새로운미래 3석 진보당 1석 새진보연합 1석 자유통일당 1석 조국혁신당 1석 무소속 10석   |
| 2024년 3월 11일  | 전혜숙   | 더불어민주당 → 무소속       | 서울 광진구 갑                   | 탈당                                                               | ±1          | 더불어민주당 155석 국민의힘 114석 녹색정의당 6석 개혁신당 4석 새로운미래 3석 진보당 1석 새진보연합 1석 자유통일당 1석 조국혁신당 1석 무소속 11석   |
| 2024년 3월 17일  | 오영환   | 더불어민주당 → 새로운미래   | 경기 의정부시 갑                 | 당적변경                                                           | ±2          | 더불어민주당 154석 국민의힘 114석 녹색정의당 6석 새로운미래 5석 개혁신당 4석 진보당 1석 새진보연합 1석 자유통일당 1석 조국혁신당 1석 무소속 10석   |
| 2024년 3월 17일  | 설훈     | 무소속 → 새로운미래         | 경기 부천시 을                   | 입당                                                               | ±2          | 더불어민주당 154석 국민의힘 114석 녹색정의당 6석 새로운미래 5석 개혁신당 4석 진보당 1석 새진보연합 1석 자유통일당 1석 조국혁신당 1석 무소속 10석   |

## 국회 회기별 국회 경과

### 제379회 국회(임시회)
제379회 국회는 제21대 국회가 구성된 이후 처음 열린 임시회로서 국회의원 김태년, 배진교, 김진애 외 185인으로부터 2020년 6월 2일 집회요구서가 제출되었다. 임시회는 2020년 6월 5일부터 2020년 7월 4일까지 30일 동안 개회하였으며 본회의는 총 7회 개의하였다. 주요 안건으로는 국회의장·부의장 선거, 상임위원장·예산결산특별위원장 선거, 국회사무총장(김영춘) 임명승인안, 2020년도 제3회 추가경정예산안에 대한 정부의 시정연설, 2020년도 제3회 추가경정예산안이 있었으며 총 41건의 안건 심의를 완료하였다. 위원회의 전체회의는 33회 개의하여 총 81시간 57분 진행하였고, 소위원회는 3회 개의하여 총 4시간 44분 동안 진행하였다. 법률안은 1453건 접수되어 그 중 41건을 가결, 1건을 부결, 11건을 철회 처리하였다.

### 제380회 국회(임시회)
제380회 국회는 제21대 국회가 구성 이후 두 번째 임시회로서 국회의원 김태년, 김진애 외 181인으로부터 2020년 7월 3일 집회요구서가 제출되었다. 임시회는 2020년 7월 6일부터 2020년 8월 4일까지 30일 동안 개회하였으며 본회의는 8회 개의하여 총 16시간 35분 동안 진행하였다. 본회의에서 총 26건의 안건 심의를 완료하였으며 주요 안건으로는 정보위원장 선거, 국정에 관한 교섭단체 대표연설, 대정부질문, 방송통신위원회 위원 추천안, 주택임대차보호법 일부개정법률안(대안) 등이 있었다. 위원회의 전체회의는 46회 개의하여 총 271시간 1분 진행하였고, 소위원회는 1회 개의하여 총 2시간 35분 동안 진행하였다. 과학기술정보통신위원회 등 5개 위원회에서 총 5회 청문회를 실시하기도 하였다. 법률안은 이전 회기에 제출되어 계류된 1401건을 포함하여 총 2460건이 제출되었으며 그 중 26건을 가결, 1건을 부결, 22건의 폐기, 8건을 철회 처리하였다.

### 제381회 국회(임시회)
제381회 국회는 제21대 국회가 구성 이후 세 번째 임시회로서 국회의원 김태년, 주호영, 배진교, 권은희, 김진애 외 286인으로부터 2020년 8월 14일 집회요구서가 제출되었다. 임시회는 2020년 8월 18일부터 2020년 8월 31일까지 14일 동안 개회하였으며 본회의는 개의하지 않았다. 위원회의 전체회의는 30회 개의하여 총 174시간 30분 진행하였고, 소위원회는 14회 개의하여 총 79시간 52분 동안 진행하였다. 폐회중에도 위원회 전체회의를 1회 개의하기도 하였다. 공청회는 보건복지위원회에서 1회, 청문회는 기획재정위원회에서 1회 실시하였다. 법률안은 이전 회기에 제출되어 계류된 2583건을 포함하여 총 3260건이 제출되었으며 그 중 4건을 철회 처리하였다.

### 제392회 국회(임시회)
공직선거법 개정안 등을 의결하였다. 국회의원 선거·지방선거 피선거권 연령을 만 25세에서 만 18세로 낮추기로 하였다. 개정안은 2022년 3월 9일 실시하는 제20대 대통령 선거 및 2022년 3월 재보궐 선거부터 적용된다.

## 같이 보기
- 대한민국 제21대 국회의원 목록
- 대한민국 제21대 국회의원 목록 (지역구별)